# Arnoud Jan Herckenrath
Arnoud Jan Herckenrath, geboren als Arnoldus Joannes Herckenrath, (Maasbommel, 5 mei 1896 – Nijmegen, 26 september 1939) was een Nederlands burgemeester.
Herckenrath doorliep het Sint-Antoniusgymnasium in Megen en was vanaf 1915 werkzaam als ambtenaar in de gemeente Laren.  Per 16 mei 1924 werd Herckenrath benoemd tot burgemeester van de gemeente Ammerzoden en in april 1930 werd hij herbenoemd. Vanaf 15 november 1930 was hij burgemeester van Bemmel. Herckenrath overleed in 1939 op 43-jarige leeftijd in het Canisiusziekenhuis in Nijmegen.